# Chi Điền thanh
Chi Điền thanh hay chi Điên điển (danh pháp khoa học: Sesbania), bao gồm cả chi Sesban cũ, là một chi trong họ Đậu (Fabaceae) với một số loài thực vật sống trong môi trường ẩm ướt hay ngập nước. Các loài trong chi này nói chung được trồng để cải tạo đất, nhằm tăng hàm lượng đạm cho các loại đất bạc màu. Các tên gọi phổ biến tại Việt Nam cho các loài này là điền thanh (miền Bắc) hay so đũa hoặc điên điển (miền Nam).

## Các loài
Dưới đây liệt kê một số loài trong chi này, tuy nhiên danh sách này chưa được kiểm chứng là các danh pháp có phải đồng nghĩa hay không. Cơ sở dữ liệu của IPNI liệt kê khoảng 165 danh pháp khác nhau. Một số loài có tên gọi dưới đây có tại Việt Nam.
- Sesbania aculeata: Điền thanh hoa vàng, điên điển
- Sesbania benthamiana
- Sesbania bispinosa: Điên điển gai, điền thanh gai
- Sesbania brachycarpa
- Sesbania brevipedunculata
- Sesbania campylocarpa
- Sesbania cannabina: Điên điển sợi, điền thanh hoa vàng, điền thanh thân xanh
- Sesbania chippendalei
- Sesbania cinerascens
- Sesbania coerulescens
- Sesbania concolor
- Sesbania dalzielii
- Sesbania drummondii
- Sesbania dummeri
- Sesbania emerus
- Sesbania erubescens
- Sesbania exasperata
- Sesbania formosa
- Sesbania goetzei
- Sesbania grandiflora: So đũa, điền thanh hoa lớn
- Sesbania greenwayi
- Sesbania hepperi
- Sesbania herbacea
- Sesbania hirtistyla
- Sesbania hobdyi
- Sesbania javanica: Điên điển
- Sesbania keniensis
- Sesbania leptocarpa
- Sesbania longifolia
- Sesbania macowaniana
- Sesbania macrantha
- Sesbania macroptera
- Sesbania macrocarpa: Điên điển quả to
- Sesbania microphylla
- Sesbania notialis
- Sesbania oligosperma
- Sesbania pachycarpa
- Sesbania paludosa: Điên điển hạt tròn, điên điển phao, điền thanh đầm lầy, điền thanh lưu niên
- Sesbania paucisemina
- Sesbania punicea
- Sesbania quadrata
- Sesbania rostrata: Điền thanh
- Sesbania sericea: Điên điển tơ
- Sesbania sesban: Điền thanh bụi, điên điển, điền thanh thân tía
- Sesbania simpliciuscula
- Sesbania somaliensis
- Sesbania speciosa: Điên điển đẹp
- Sesbania sphaerosperma
- Sesbania subalata
- Sesbania sudanica
- Sesbania tetraptera
- Sesbania tomentosa
- Sesbania transvaalensis
- Sesbania virgata

## Hình ảnh

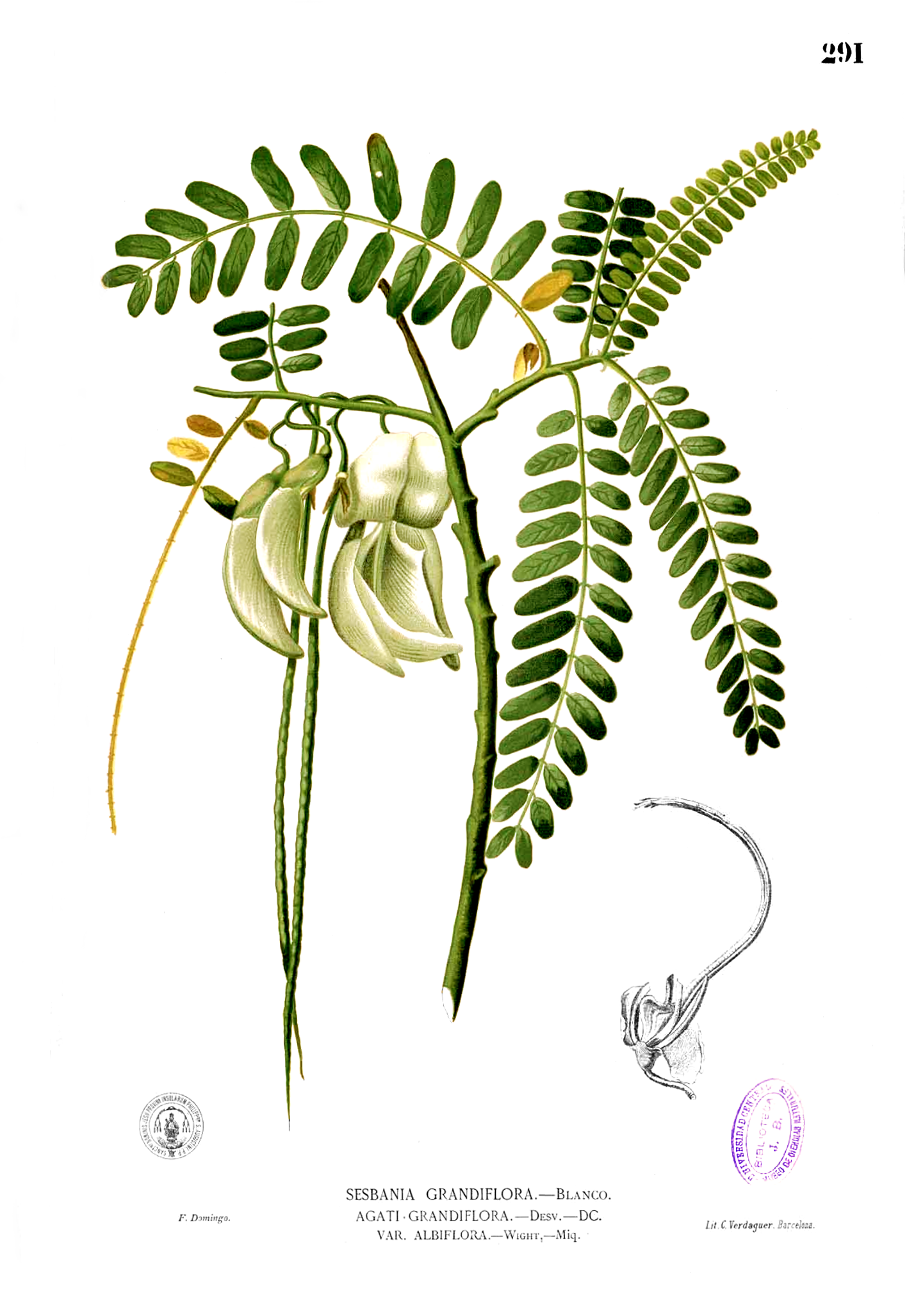
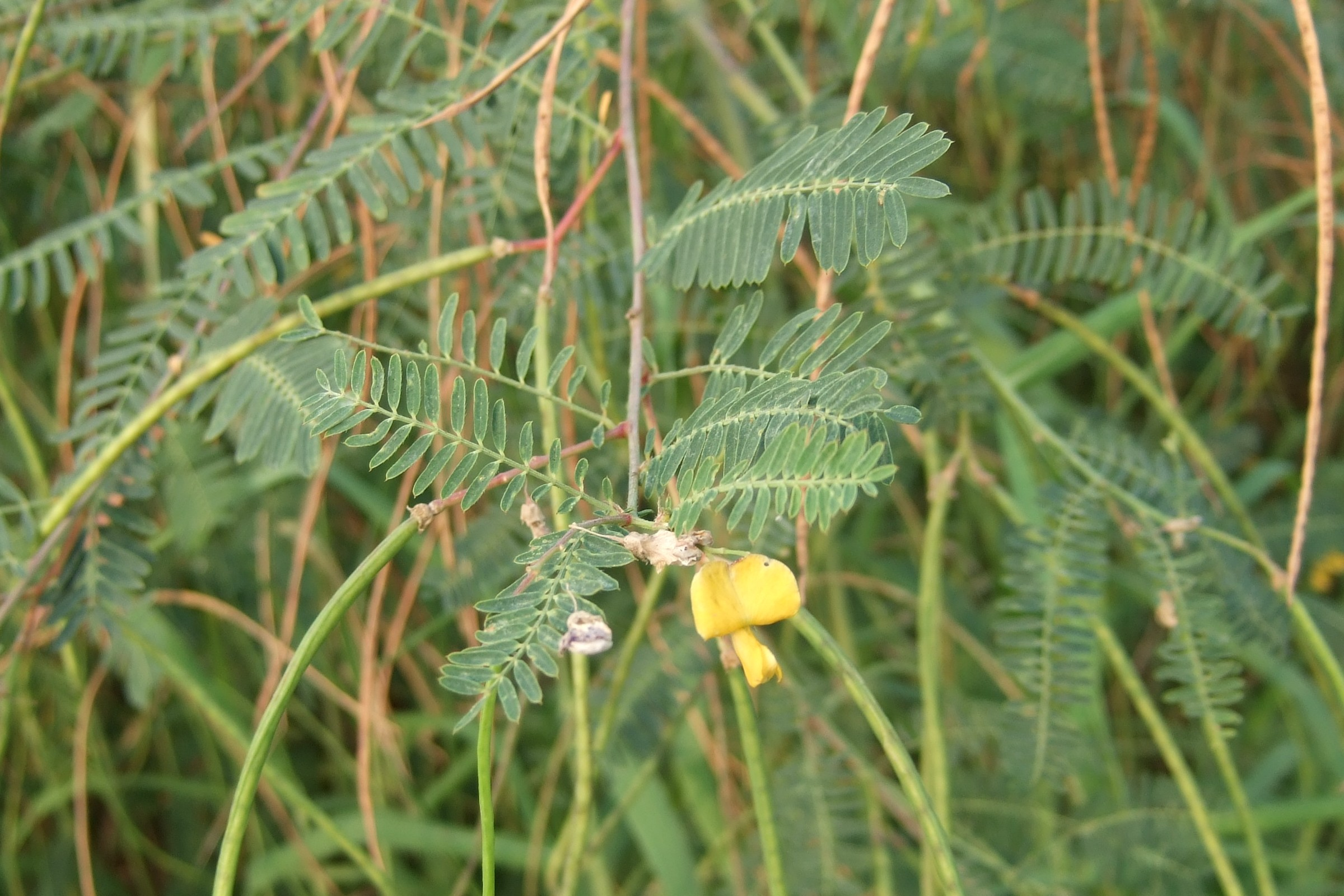
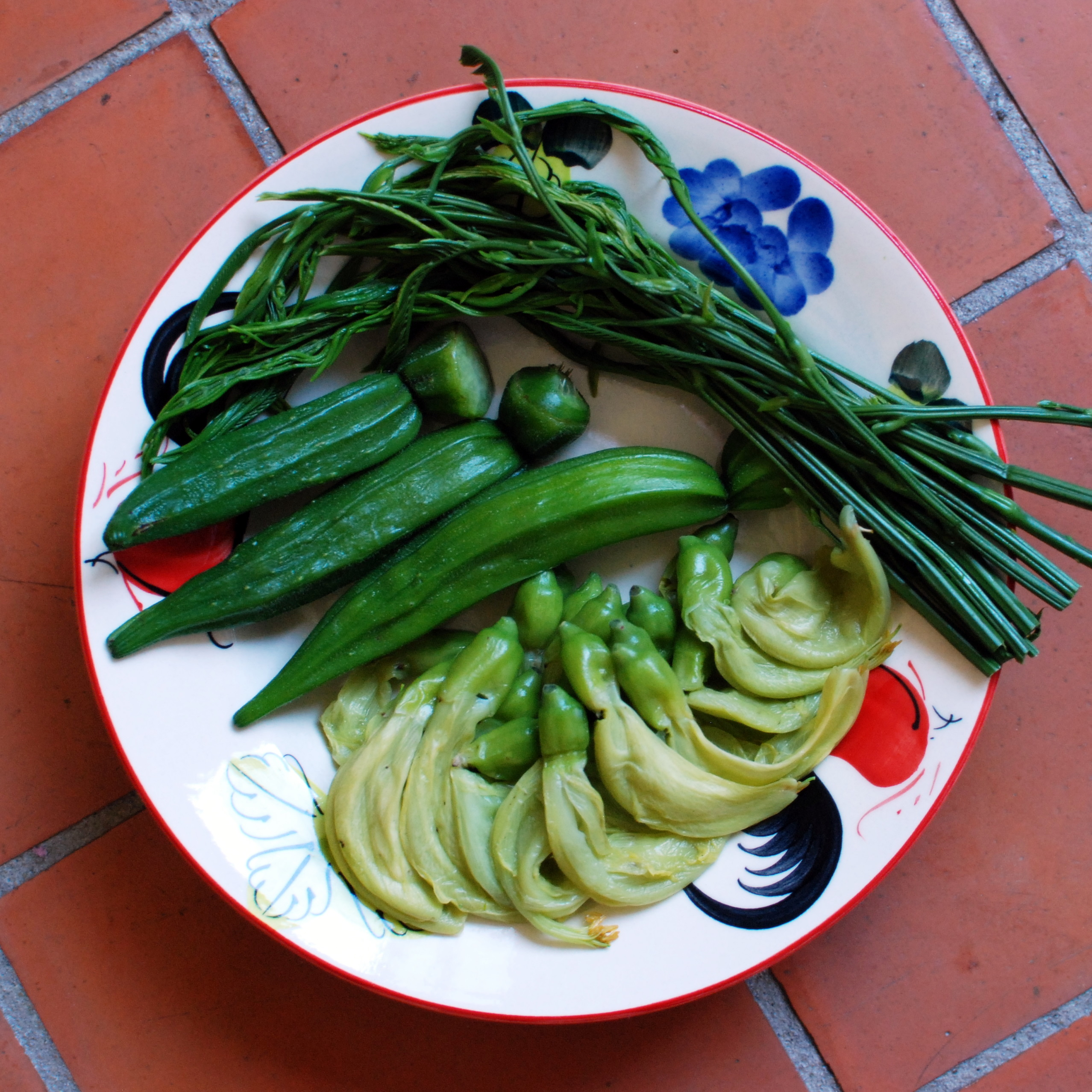
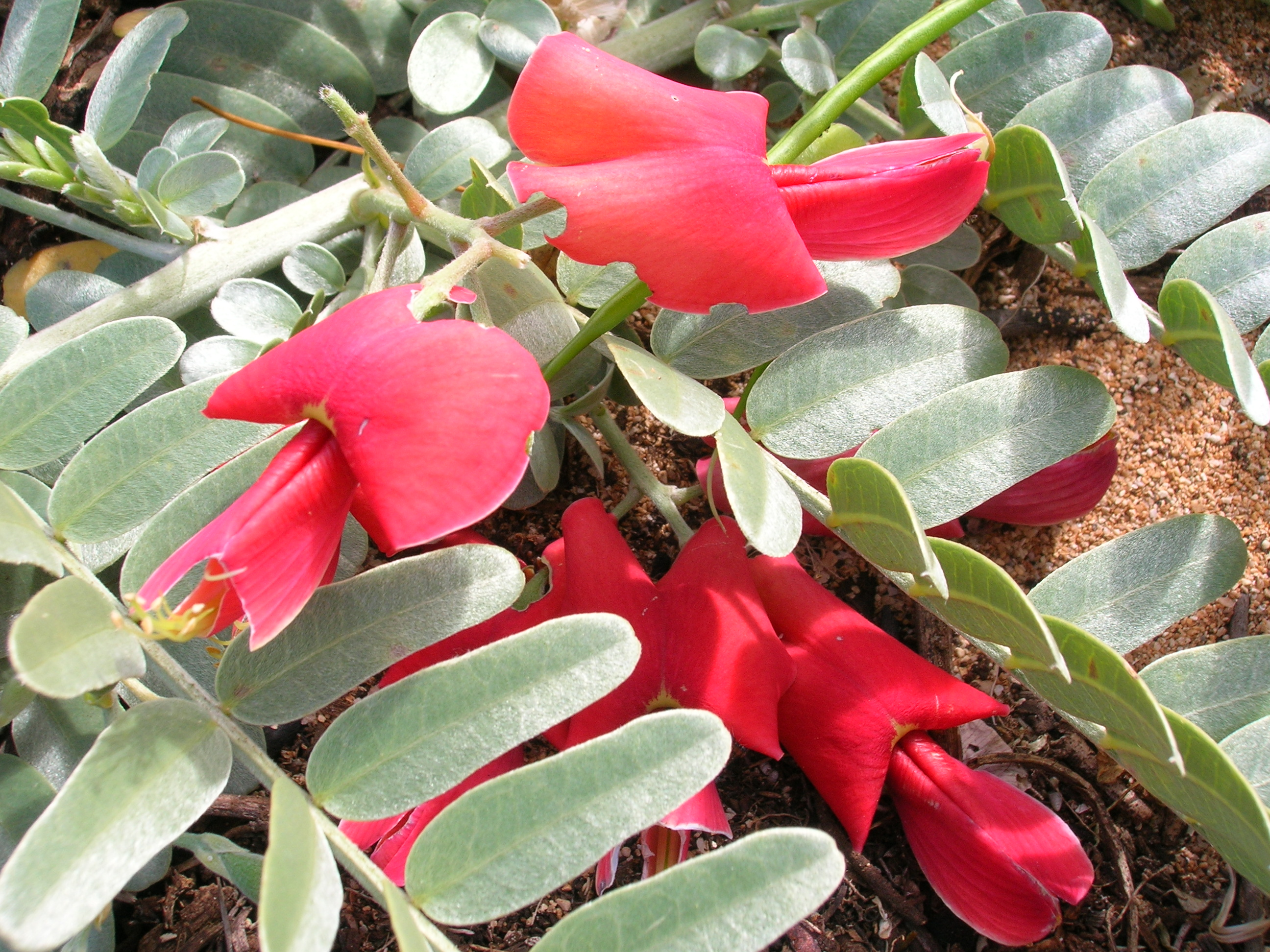